# Microtis angusii
Microtis angusii är en orkidéart som beskrevs av David Lloyd Jones. Microtis angusii ingår i släktet Microtis och familjen orkidéer.
Artens utbredningsområde är New South Wales. Inga underarter finns listade i Catalogue of Life.